# کارت اینترنت
کارت اینترنت	 کارتی است حاوی یک نام کاربری و شناسه‌عبور که برای اتصال به اینترنت دایل‌آپ از آن استفاده می‌شود. در واقع کارت اینترنت مجوزی است برای ورود به شبکه اینترنت که به علت دسترسی آسان و هزینه مناسب و عدم نیاز به تجهیزات جانبی یکی از رایج‌ترین و آسان‌ترین روش‌های استفاده کوتاه‌مدت از اینترنت می‌باشد.